# Cá hồi Danube
Cá hồi Danube hay huchen (danh pháp khoa học: Hucho hucho), là loại cá thuộc họ Cá hồi, thuộc dòng cá hồi lớn nhất sống thường trực tại vùng nước ngọt. Cá hồi huchen là loài đặc trưng của chi hucho. Là loài có nguồn gốc vùng sinh thái Cổ bắc giới, huchen ban đầu hiện diện trong lưu vực sông Danube ở châu Âu nhưng đã được du nhập đến những nơi khác trên lục địa và ở Maroc, nơi huchen không tái tạo bởi vì nhiệt độ nước cao. Trong lịch sử xảy ra trong lưu vực Dniestr. Đôi khi nó sống trong các hồ đập lớn trên sông núi như hồ Czorsztyn ở Ba Lan. Loài cá thực phẩm này đang bị đe dọa tuyệt chủng. Một số tác giả xem taimen là một phân loài của huchen. Con cá hồi Dabube lớn kỷ lục thế giới nặng 58 kg (130 lb), do người câu cá Bosnia tên là Halil Sofradžija bắt ở thác nước Dragojevića trên sông Drina, gần thị trấn Ustikolina ở Bosnia và Herzegovina trong tháng 1 năm 1938. Ông đã sử dụng cây câu cuộn.

## Mô tả
Huchen có một cơ thể mảnh mai đó là gần tròn ở mặt cắt ngang. Trên lưng màu nâu đỏ có những mảng tối hình dạng chữ X hoặc lưỡi liềm. Cá nhỏ hơn ăn ấu trùng của côn trùng thủy sinh hoặc về côn trùng rơi xuống nước, các cá thể lớn hơn là loài săn mồi của các loài cá và động vật có xương sống nhỏ khác, chẳng hạn như những con chuột vượt sông.

## Sinh sản
Loài cá hồi chỉ sống trong nước ngọt lớn nhất này sinh sản trong tháng tư, một khi nước đạt đến một nhiệt độ từ 6 đến 9 °C (43-48 °F). Để sinh sản, huchen di chuyển lên sông, nơi mà con cái đào những chỗ lõm trong sỏi để đẻ trứng. Ấu trùng nở 30 để 35 ngày sau khi thụ tinh.